# Millaray Viera
Millaray Viera Aguirre (Santiago, 16 de octubre de 1987) es una presentadora de televisión y actriz chilena que ha hecho carrera tanto en su país natal como en México. Es conocida por ser conductora de exitosos programas como Yo soy en Chilevisión y  protagonista de obras de teatro musical como El mago de oz y Blancanieves. Además es rostro publicitario nacional e internacional de diversas marcas.

## Biografía
Nació en el seno de una familia de artistas, es hija del cantautor uruguayo Gervasio —que falleció cuando ella tenía 3 años de edad— y de Mónica Aguirre, modelo chilena de origen vasco. Es nieta de la fallecida actriz Mónica Sifrind y del cantante Orlando Aguirre, más conocido como Eduardo Casas, del grupo Los Flamingos.

## Carrera
En su infancia, tuvo una pequeña actuación en la teleserie A todo dar de Mega, donde interpretó al personaje de María José Prieto de niña. Sin embargo, se hizo conocida al participar en el programa de televisión Nace una estrella de Canal 13 y luego en la Teletón chilena de 2000 cantó la canción más conocida de su padre, «Con una pala y un sombrero», en donde gracias a la tecnología se les permitió cantar una parte de esta a dúo.
De ahí en adelante la vida de Millaray comenzaría una ascendente carrera televisiva. En 2001 se le entregó el rol de animadora del programa de televisión Música libre junto a Matías Vega, un proyecto incubadora de "estrellas de televisión" de Canal 13 y remake del Música libre de la década de 1970, que fuese el programa juvenil más exitoso en Chile. La gran mayoría de sus antiguos integrantes tuvieron exitosas carreras televisivas.
En 2003 firmó contrato con la agencia internacional Elite y con el canal de cable Vía X, donde fue conductora por dos años. Millaray fue enrolada para participar como protagonista en el musical El Mago de Oz donde interpretó a "Dorothy". La obra se convirtió en un éxito de taquilla.
En 2005, tras egresar del British Royal School, emprendió vuelo a tierras aztecas donde estuvo radicada por seis años; donde animó junto a Adrián Makala el noticiero musical Fama, del canal Ritmoson latino, perteneciente a Televisa, rol que cumplió hasta 2008. Estudió Licenciatura en Ejecución musical con mención en piano en Ciudad de México.
En 2012 Millaray debutó en el cine en la película En la orilla, donde interpretó a Ana, la protagonista, además de ser la autora y compositora del tema principal.
En 2013, ya de vuelta en Chile, protagonizó Blancanieves, el musical, junto a Augusto Schuster, Juan Falcón y Lorene Prieto, producción patrocinada por Mall Plaza que se presentó por todo Chile.
En 2017 fue panelista en el matinal Muy buenos días de TVN, al año siguiente cumplió la misma función en el programa Mucho gusto de Mega. 
En 2019 emigró a Chilevisión, para ser la conductora del misceláneo Sabingo  y el programa de talentos Yo soy. En noviembre de 2022, Millaray renunció a Chilevisión tras cuatro años en el canal.

## Vida personal
Tiene tres hermanos de padre y madre, Yanara, y los músicos Nahuel y Lincoyán Viera.
En el plano sentimental, en 2002, siendo adolescente a sus 14 años, se hizo público su noviazgo con el entonces promisorio tenista chileno Fernando González, relación que duró más de dos años.
En 2006, mientras vivía en México, comenzó una relación con Álvaro López, vocalista del grupo Los Bunkers. En mayo de 2008, Viera y López se casaron por el civil en una ceremonia íntima en Santiago. El 4 de octubre del mismo año, la pareja tuvo a su primera y única hija, Julieta. A comienzos de 2012 se confirmó su ruptura matrimonial.
A mediados de 2012 comenzó una relación con el entonces diputado socialista Marcelo Díaz Díaz, 16 años mayor que Millaray. El 4 de abril de 2017, luego de más de cinco años de relación, Millaray y Marcelo tuvieron a Celeste, la menor de sus hijas. A finales de julio de 2019, Millaray confirma la separación con Marcelo.
En 2020 inició una relación con el publicista Cristián Sepúlveda, relación que finalizó a fines de 2022.

## Filmografía

### Cine
- En la orilla (2012) - Ana

### Programas de televisión
- A todo dar (Mega, 1998) - Maite del Río (niña)
- Nace una estrella (Canal 13, 2000) - Cantante
- Teletón (Cadena nacional, 2000) - Cantante
- Música libre (Canal 13, 2001-2002) - Conductora
- Talla 16 (Vía X, 2002-2003) - Conductora
- Estrella Barbie (Canal 13, 2004) - Jurado
- Orgullosamente Latino, el premio del público (Televisa, 2006-2007) - Conductora
- Evento 40 en Estadio Azteca (Televisa, 2006-2007) - Conductora
- Fama (Televisa, 2006-2008) - Conductora
- LIII Festival Internacional de la Canción de Viña del Mar, (Chilevisión, 2012) - Cantante obertura
- Muy buenos días (TVN, 2017) - Panelista
- Mucho gusto (Mega, 2018) - Panelista
- Sabingo (Chilevisión, 2019-2022) - Conductora
- Yo soy (Chilevisión, 2019-2022) - Conductora

## Teatro
- El Mago de Oz (2005-2006) - Dorothy
- Blancanieves, el musical (2013) - Blancanieves